# Max-Planck-Gymnasium (Göttingen)

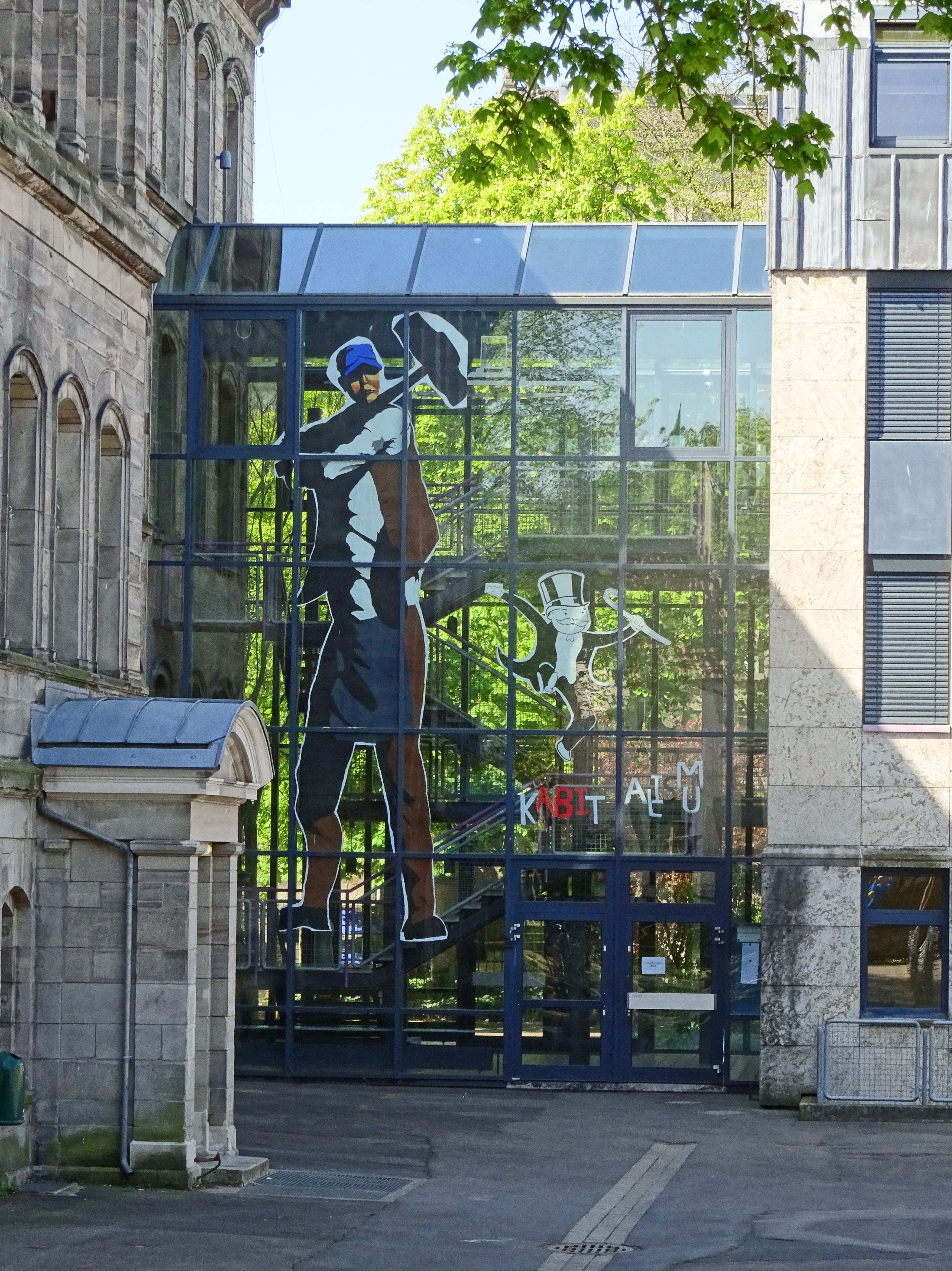
Übergang vom Alt- zum Neubau (2016)

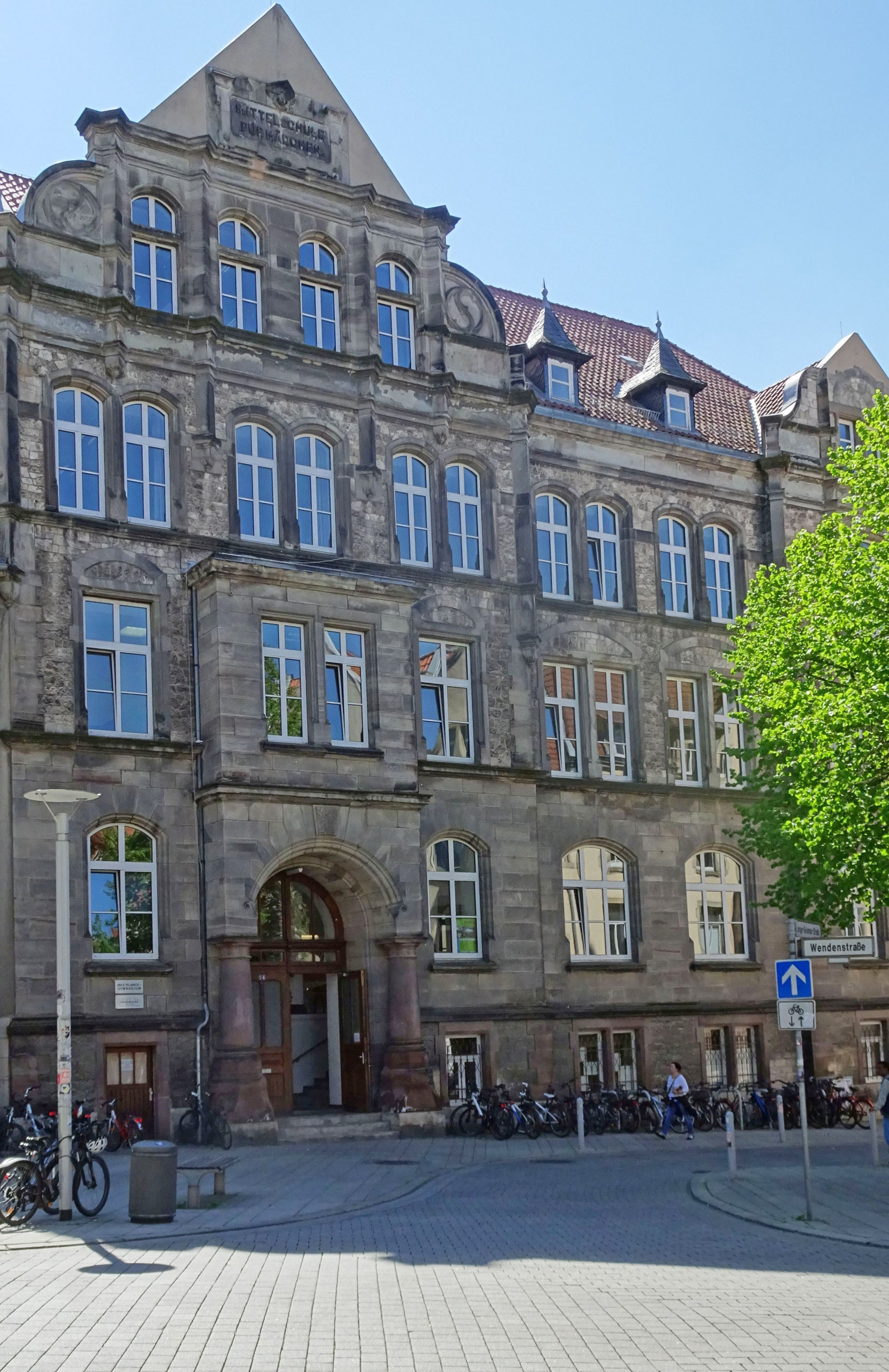
Gebäude am Albanikirchhof (2016)

Das Max-Planck-Gymnasium ist ein Gymnasium in Göttingen. Die ca. 900 Schülerinnen und Schüler werden in zwei Gebäuden unterrichtet. Die Jahrgänge 5 bis 7 sowie der 11. Jahrgang im „MiniMax“ am Albanikirchhof und die Klassen 8, 9, 10 sowie 12 und 13 am Theaterplatz. Der Unterricht setzt an bei der Auseinandersetzung mit der Lebenswelt der Schülerinnen und Schüler und spannt einen Bogen von modernen Fremdsprachen, Mathematik, Informatik und Naturwissenschaften über gesellschaftswissenschaftliche und künstlerisch-musische Fächer bis hin zu den Alten Sprachen. Ab der 5. Klasse bestehen mehrere Wahlmöglichkeiten, beispielsweise die Entscheidung für die so genannte Hausaufgabenklasse oder von Latein als zweiter Fremdsprache.
Der Namensgeber der Schule, Max Planck (1858–1947), war ein deutscher Physiker auf dem Gebiet der theoretischen Physik und gilt als Begründer der Quantenphysik.

## Pädagogische Schwerpunkte

### Klassenlehrerteams
Die Klassen von Jahrgang 5 bis 9 werden jeweils durch ein Team von zwei Lehrkräften – in der Regel einer Frau und einem Mann – betreut. Sie bleiben bis zum Beginn der Qualifikationsphase (Jg. 12) in ihrer Zusammensetzung unverändert.

### Förderkonzept
Die Schule bietet in Mathematik, Englisch und Deutsch in den Jahrgängen 5 und 6 jeweils eine Stunde Förderunterricht an. Zwei der 5. Klassen werden als „Hausaufgabenklasse“ geführt, die fünf zusätzlichen Stunden dienen dazu, Haus- und Übungsaufgaben während der Unterrichtszeit, unterstützt durch die Klassenleitung, zu erledigen.

### Soziale Schulqualität
Zur Begleitung des schulischen und privaten Alltags sowie zur Bewältigung von Problemen steht ein Beratungs- und Hilfsangebot („Auxilia“) bestehend aus 2 Beratungslehrerinnen und einem Sozialpädagogen zur Verfügung. Auch die Schulung von Schülermediatoren, Bus-Scouts, das diakonische Praktikum im 9. Jahrgang und das Projekt „Freiwilliges soziales Halbjahr“ im 10. Jahrgang dienen der Förderung wesentlicher sozialer Kompetenzen. In den Jahrgängen 5 bis 7 werden soziale und kommunikative Kompetenzen durch das Sozial- und Präventionsprogramm „Lions Quest“ vermittelt.

### Begabungsförderung
Das Max-Planck-Gymnasium bietet verschiedene Projekte und Aktivitäten im Bereich der Begabungsförderung an, beispielsweise den Unterricht für „Helle Köpfe“, das Mentorenmodell, Wettbewerbe, Drehtür-Modell, Arbeitsgemeinschaften sowie Kooperationen mit außerschulischen Partnern. Es ist Teil des Kooperationsverbundes Begabungsförderung und nimmt an der bundesweiten Initiative „Leistung macht Schule“ teil.
In der Oberstufe gibt es die Möglichkeit, vormittags an Universitätsveranstaltungen teilzunehmen und auf diese Weise schon während der Schulzeit Leistungsnachweise zu erwerben.

## Unterricht
Neben den regulären Fächern werden verschiedene Fremdsprachen angeboten, Latein ab Klasse 5 oder 6, Französisch oder Spanisch ab Klasse 6. Darüber hinaus kann im Rahmen des Wahlpflichtunterrichts als 3. Fremdsprache Französisch, Griechisch, Latein oder Spanisch gewählt werden. Ab Klasse 11 können weitere Fremdsprachen hinzugewählt werden, u. a. Russisch, Italienisch oder Chinesisch.
Der Wahlpflichtunterricht stellt vertiefte Auseinandersetzungen mit Informatik, Naturwissenschaften, Gesellschaftswissenschaften, den Fremdsprachen sowie Kunst und Darstellendem Spiel in den Mittelpunkt.
Im Rahmen des offenen Ganztages können unterschiedliche Arbeitsgemeinschaften und Projekte u. a. aus den Bereichen Sport, Technik, Sprachen und Kultur gewählt werden.
Des Weiteren beteiligen sich Schüler des Max-Planck-Gymnasium regelmäßig und erfolgreich an Wettbewerben, wie etwa der Mathematik-Olympiade, Jugend musiziert, dem Europäischen Wettbewerb und diversen naturwissenschaftlichen Wettbewerben.

## Gebäude
Die Schule umfasst das Hauptgebäude am Theaterplatz, die Turnhallen und die Außenstelle „Mini-Max“ am Albanikirchhof. Die Jahrgänge 8 bis 10 und 12 und 13 werden am Theaterplatz unterrichtet. Die Jahrgänge 5 bis 7 und 11 haben ihre Klassenzimmer im ehemaligen Gebäude der Luther-Schule. Beide Gebäude sind mit Fachräumen für die Naturwissenschaften, Musik, Kunst, Erdkunde und Informatik ausgestattet.

## Geschichte
Das Pädagogium im Paulinerkloster wurde im Jahre 1586 gegründet. Das heutige Hauptgebäude am Theaterplatz wurde ab 1881 von den Berliner Architekten Paul Emanuel Spieker und Max Spitta errichtet und am 1. Februar 1884 von der Schule bezogen. Den Namen Max Plancks trägt sie seit dem Todestag des Wissenschaftlers am 4. Oktober 1947. Zuvor hieß das Max-Planck-Gymnasium „Königliches Gymnasium“ und „Staatliches Gymnasium“.
Diese schulgebäudliche Entwicklung mit dem Ensemble aus Hauptgebäude und Außenstelle ergab sich im Zuge der Integration der Orientierungsstufen in die weiterführenden Schulen. Zwischenzeitlich besaß das Max-Planck-Gymnasium eine Oberstufenvilla, in der letztmals im Schuljahr 2005/06 die Jahrgänge 11 bis 13 untergebracht wurden.

## Liste der Pädagogiarchen und Direktoren
| 1586–1591                     | Henricus Petreus                |
| 1591–1599                     | Christopherus Seliger           |
| 1599–1603                     | Georg Buscher                   |
| 1603–1605                     | Alexander Lycaula               |
| 1605–1611                     | Hippolytus Hubmeier             |
| 1612–1626                     | Georg Andreas Fabricius         |
| 1626–1633                     | Fridericus Wacker (Vizerektor)  |
| 1633–1645                     | Georg Andreas Fabricius         |
| 1645–1650                     | Julius Hartwig Reich            |
| 1650–1652                     | Hermann Gokenhold               |
| 1654–1676                     | Heinrich Tollen                 |
| 1676–1714                     | Justus von Dransfeld            |
| 1717–1734                     | Christoph August Heumann        |
| 1754–1773                     | Rudolf Wedekind                 |
| 1773–1803                     | Jeremias Nicolaus Eyring        |
| 1803–1830                     | Johann Friedrich Adolph Kirsten |
| 1831–1836                     | August Grotefend                |
| 1837–1842                     | Karl Ferdinand Ranke            |
| 1842–1863                     | August Geffers                  |
| 1863–1880                     | Julius Schöning                 |
| 1880–1889                     | Hermann Hampke                  |
| 1889–1912                     | Anton Viertel                   |
| 1912                          | Heinrich Bünsow (komm.)         |
| 1913–1916                     | Otto Miller                     |
| 1916–1924                     | Felix Schreiber                 |
| 1924–1934                     | Eduard Lisco                    |
| 7. April bis 5. Juni 1934     | Otto Wecker                     |
| 6. Juni bis 31. Dezember 1934 | Heinze                          |
| 1. Januar bis 1. März 1935    | Otto Wecker                     |
| 1935–1945                     | Walther John                    |
| 1945–1947                     | Kurt Hubert                     |
| 1947–1954                     | Ernst Lamla                     |
| 1954–1969                     | Hermann Körner                  |
| 1970–1977                     | Achim Block                     |
| 1977–1978                     | Lothar Scheithauer (interim)    |
| 1978–1983                     | Bodo Schumann                   |
| 1983–1985                     | Lothar Scheithauer (interim)    |
| 1985–2005                     | Rainer Nickel                   |
| 2005–2021                     | Wolfgang Schimpf                |
| 2021–2025                     | Wolfram Schrimpf                |
| seit 2025                     | Rainer Merkel                   |

## Bekannte ehemalige Schüler und Lehrer

### Schüler
- Johann Rudolph Ahle (1625–1673), Komponist, Organist, Dichter und evangelischer Kirchenmusiker
- Johann Heinrich Stuß (1686–1775), Pädagoge
- Johann Friedrich Christoph Gräffe (1754–1816), evangelischer Theologe und Geistlicher
- Johann Friedrich Reitemeier (1755–1839), Rechtswissenschaftler und Hochschullehrer
- Georg von Wedekind (1761–1831), Arzt und Revolutionär
- Emil Ludwig Philipp Schröder (1764–1835), evangelischer Geistlicher und Jugendschriftsteller
- Georg Heinrich Nöhden (1770–1826), Erzieher, Philologe und Bibliothekar sowie Kurator im Britischen Museum in London
- Johann Friedrich Hennicke (1764–1848), Redakteur und Gymnasiallehrer
- Ernst Ferdinand Ayrer (1774–1832), Reitlehrer
- Georg Heinrich Lünemann (1780–1830), Altphilologe
- Ernst Peter Johann Spangenberg (1784–1833), Jurist
- Otto Wigand (1795–1870), Verleger
- Ferdinand Oesterley (1802–1858), Rechtswissenschaftler, Hochschullehrer und Politiker
- Heinrich Ewald (1803–1875), Theologe und Orientalist, Mitglied der Göttinger Sieben
- Agathon Benary (1807–1860), Klassischer Philologe
- Adolph Wilhelm Hermann Kolbe (1818–1884), Chemiker
- Gottlieb Planck (1824–1910), Jurist
- Arthur Auwers (1838–1915), Astronom
- Hermann Wagner (1840–1929), Geograph und Kartograph
- Max Schneidewin (1843–1931), Theologe und Klassischer Philologe
- Otfrid von Hanstein (1869–1959), Schriftsteller
- Hermann Duncker (1874–1960), Politiker (KPD/SED) und Gewerkschaftsfunktionär
- Ernst Gräfenberg (1881–1957), Gynäkologe
- Hermann Schultz (1881–1915), klassischer Philologe
- Wilhelm Keitel (1882–1946), Generalfeldmarschall, Chef des Oberkommandos der Wehrmacht
- Erich Pommer (1889–1966 in Los Angeles), Filmproduzent (Metropolis; Der blaue Engel), Entdecker von Marlene Dietrich.
- Erich Reitzenstein (1897–1976), klassischer Philologe
- Manfred Hausmann (1898–1986), Schriftsteller und Journalist
- Christhard Mahrenholz (1900–1980), Musikwissenschaftler
- Albrecht Wilhelm Tronnier (1902–1982), Optik-Konstrukteur
- Gerda Bruns (1905–1970), Archäologin
- Albrecht Dihle (1923–2020), Klassischer Philologe
- Peter Boerner (1926–2015), deutsch-amerikanischer Literaturwissenschaftler und Goetheforscher
- Hans-Jochen Vogel (1926–2020), Politiker, SPD-Vorsitzender (1987–1991), Bundesminister a. D.
- Ernst Ulrich von Weizsäcker (* 1939), Naturwissenschaftler und Politiker
- Eckart Mensching (1936–2007), Altphilologe, Dozent in Göttingen von 1963 bis 1970
- Götz Gliemeroth (* 1943), Generalleutnant der Bundeswehr, ISAF-Kommandeur
- Wolf-Dietrich Niemeier (* 1947), Klassischer Archäologe, Direktor des Deutschen Archäologischen Instituts Athen.
- Christian Lehmann (* 1948), Sprachwissenschaftler
- Cordula Tollmien (* 1951), Historikerin und Kinderbuchautorin
- Otta Wenskus (* 1955), Klassische Philologin
- Martin Lohse (* 1956), Humanmediziner
- Monika Schlachter (* 1957), Juristin
- Ernst-Ludwig von Thadden (* 1959), Professor für Volkswirtschaftslehre
- Claus Dieter Classen (* 1960), Rechtswissenschaftler
- Lou Richter (* 1960), Rundfunk- und Fernsehmoderator
- Heinrich Schlange-Schöningen (* 1960), Althistoriker
- Ulf Diederichsen (1963–2021), Chemiker
- Bernhard Weisser (* 1964), Numismatiker und Direktor des staatlichen Münzkabinett zu Berlin
- Roland Schimmelpfennig (* 1967), Dramatiker
- Benjamin von Stuckrad-Barre (* 1975), Schriftsteller
- Meike Niedbal (* 1977), politische Beamtin

### Lehrer
- Stefan Schmatz, Physiker

- Martin Biastoch, Altphilologe und Historiker
- Joachim Meier, Schriftsteller
- Georg Friedrich Grotefend, Sprachwissenschaftler und Altertumsforscher
- Georg Heinrich Lünemann, Altphilologe und Lexikograph
- Ernst Karl Friedrich Wunderlich, Klassischer Philologe
- Heinrich Ludolf Ahrens, Klassischer Philologe
- Hans Walther, Mittellateinischer Philologe, Lehrer 1927–1934
- Wolfgang Fauth, Klassischer Philologe und Religionswissenschaftler
- Dieter Motzkus, Altphilologe und Übersetzer aus dem Neugriechischen
- Wolfgang Natonek, Studentenpolitiker und DDR-Oppositioneller
- Rainer Nickel, Altphilologe und Didaktiker
- Achim Block, deutscher Politiker und klassischer Philologe
- Werner Thies, Biochemiker
- Eckart Modrow, Pädagoge und Autor (v. a. Didaktik der Informatik)
- Gerhard Priesemann, Pädagoge und Dichter
- Jürgen Stenzel, Deutsch und Philosophie